# David J. Gross

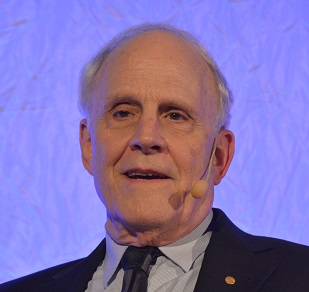
David Gross

David Jonathan Gross, född 19 februari 1941 i Washington, D.C., är en amerikansk fysiker och matematisk fysiker vid Princeton University. Han är professor och director vid Kavli Institute for Theoretical Physics i Kalifornien, USA.
David Gross mottog, tillsammans med H. David Politzer och Frank Wilczek, Nobelpriset i fysik 2004 med motiveringen "för upptäckten av asymptotisk frihet i teorin för den starka växelverkan".